# Mohammed Hanif
Mohammed Hanif, född 1964 i Okara i Punjab, är en pakistansk författare och journalist. Han har tidigare varit stridspilot, men gick sedan vidare till att arbeta som journalist. Några av de tidningar han skrivit för är New York Times, Newsline och Washington Post. Efter tolv år i England återvände Hanif 2008 till Pakistan, där han är BBC:s korrespondent.
Mohammed Hanif är författare till boken Mangon som sprängdes (A Case of Exploding Mangoes, 2008), som är hans debutroman. Boken finns utgiven på svenska av Brombergs bokförlag.